# ۸۶۲ (میلادی)
۸۶۲ (میلادی) هشتصد و شصت و دومین سال تقویم میلادی است.

## درگذشتگان
‎